# راجنار هالفورسن
راجنار هالفورسن (بالنرويجية البوكمول: Ragnar Halvorsen)‏ هو شخصية أعمال نرويجي، ولد في 23 مايو 1924 في فريدريكستاد في النرويج، وتوفي في 15 فبراير 2019.